# Ried (Bavière)
Pour les articles homonymes, voir Ried.
Ried est une commune de Bavière (Allemagne), située dans l'arrondissement d'Aichach-Friedberg.

## Géographie
Ried est situé dans la région d'Augsbourg.

### Communautés constituantes
Ried compte 12 quartiers :
| - Asbach - Baindlkirch - Burgstall - Eismannsberg | - Glon - Holzburg - Hörmannsberg - Rettenbach | - Ried - Riedhof - Sirchenried - Zillenberg |

et les districts (« Gemarkungen » (de)) suivants : Baindlkirch, Eismannsberg, Höglwald, Hörmannsberg, Ried, Sirchenried, Zillenberg.

## Histoire
Ried appartenait au Rentamt de Munich et au Landgericht de Friedberg (Électorat de Bavière).

### Regroupements
Sirchenried et Zillenberg ont été incorporés le 1er janvier 1972. Ensuite, Hörmannsberg a été ajouté le 1er juillet 1972. Le 1er mai 1978 Baindlkirch et Eismannsberg ont été intégrés.

### Population
- 1961 : 1 599 habitants [3]
- 1970 : 1 615 habitants [3]
- 1987 : 2 357 habitants
- 2000 : 2 775 habitants
- 2011 : 2 943 habitants
- 2013 : 2 981 habitants
- 2014 : 2 991 habitants

## Politique
Erwin Gerstlacher (CSU) est maire depuis 2014. Ses prédécesseurs ont été Anton Drexl (CSU) (2002-2014) et Johann Klaß (indépendants) (1990-2002).

## Personnalités liées à la ville
- Johann Georg Greiff (1693-1753), sculpteur né à Hörmannsberg.